# Moisés Blanchoud
Moisés Julio Blanchoud (ur. 4 września 1923 w Esperanza, zm. 28 lutego 2016) – argentyński duchowny katolicki, biskup diecezjalny Río Cuarto 1962-1984 i arcybiskup Salta 1984-1999.

## Życiorys
Święcenia kapłańskie otrzymał 14 grudnia 1947.
13 lutego 1960 papież Jan XXIII mianował go biskupem pomocniczym Río Cuarto ze stolicą tytularną Belali. 24 kwietnia tego samego roku z rąk arcybiskupa Nicolása Fasolino przyjął sakrę biskupią. 6 września 1962 został powołany na biskupa diecezjalnego w tej samej diecezji. 7 stycznia 1984 mianowany arcybiskupem Salta. 6 sierpnia 1999 na ręce papieża Jana Pawła II złożył rezygnację z zajmowanej funkcji. 1 października 2002 wyznaczony na administratora apostolskiego Santa Fe de la Vera Cruz. 30 marca 2003 odwołany z funkcji.
Zmarł 28 lutego 2016.